# Bettie Serveert
Bettie Serveert je nizozemská rocková skupina. Skupina původně vznikla v roce 1986, ale po odehrání prvního koncertu se rozpadla. Její sestavu tvořili zpěvačka a kytaristka Carol van Dijk, kytarista Peter Visser, baskytarista Herman Bunskoeke a bubeník Berend Dubbe. V roce 1990 byla skupina obnovena a roku 1992 vydala své první album. Později vydala ještě několik studiových alb.
Název skupiny znamená doslova „Bettie podává“ a je to titul učebnice tenisu, kterou napsala bývalá nizozemská reprezentantka Betty Stöveová.

## Diskografie
- Palomine (1992)
- Lamprey (1995)
- Dust Bunnies (1997)
- Private Suit (2000)
- Log 22 (2003)
- Attagirl (2005)
- Bare Stripped Naked (2006)
- Pharmacy of Love (2010)
- Oh, Mayhem! (2012)
- Damaged Good (2016)